# Kenny Random

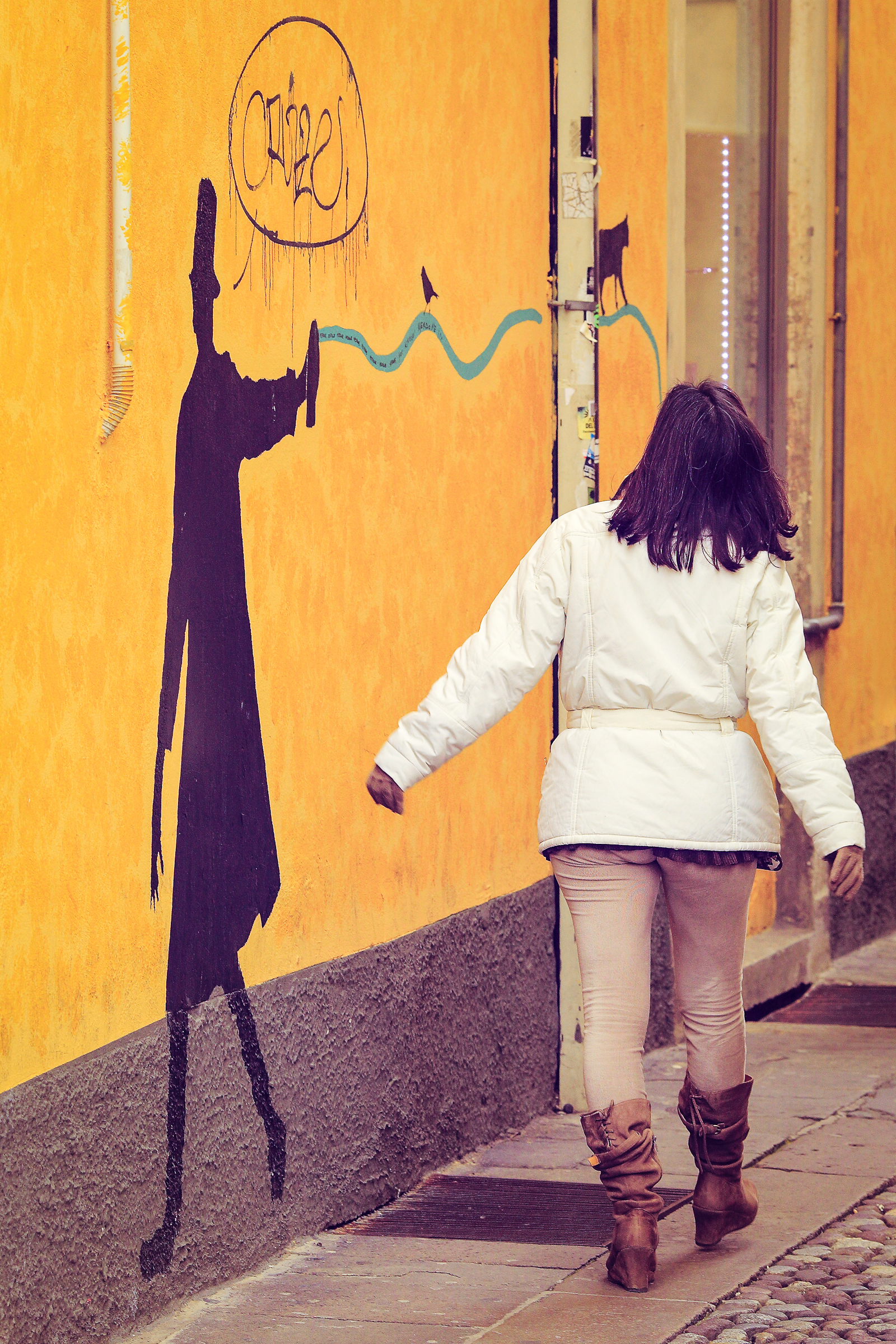
Una delle opere di Kenny Random a Padova

Kenny Random, pseudonimo di Andrea Coppo (Padova, 1971), è un artista e writer italiano.

## Biografia
Comincia a dipingere graffiti negli anni ottanta, sui muri di Padova, per poi iniziare a proporre alcuni disegni per linee di abbigliamento negli anni novanta in Regno Unito e Stati Uniti, fino a collaborare nella realizzazione delle campagne pubblicitarie per la casa produttrice di pattini Roces.
In seguito collabora con MTV, attraverso un video girato durante un tour in California con lo skater Daniel Cardone e attraverso un corto a Genova nel 2002 sul G8.
Nel 2011, un suo quadro è acquistato dal magnate russo Roman Abramovič.
Per documentare la sua produzione artistica (che nel tempo si è allargata ad opere su tela, abbigliamento e oggetti di uso quotidiano), nel 2011 pubblica il libro Lies.

### Kenny Random e la città di Padova
Nonostante la poliedricità della sua produzione, il motivo per cui è maggiormente conosciuto sono i numerosi murales che adornano la città di Padova, che periodicamente vengono incrementati con nuove opere.

La sua produzione si è evoluta nel corso degli anni, partendo da figure antropomorfe, passando per sagome stencil fino ad incorporare vari personaggi dei cartoni animati per dare maggiore espressività al messaggio veicolato .
I suoi murales sono oggi presenti sia nell'area industriale che nel centro storico di Padova, e possono talmente considerarsi parte della città che in alcuni casi si è scelto di preservarli durante i lavori di ristrutturazione degli edifici coinvolti.
Nel 2007 gli è stata dedicata una mostra nella galleria Spazio Tindaci a Padova.
Nel 2012 alcune sue opere sono state esposte al Centro culturale Altinate/San Gaetano.
Nel dicembre 2012 realizza l'iniziativa The Gift, disseminando per la città 32 opere e fornendo indizi per il ritrovamento tramite il suo profilo Facebook e il suo sito, permettendo a chiunque le trovasse di diventarne il legittimo proprietario.
Nel dicembre 2013 replica con The Gift 2, lasciando in vari giorni e in vari luoghi della città 23 medaglioni numerati corrispondenti ad altrettante opere da distribuire in dono.
Un suo murales è divenuto copertina del cd Seguendo Le Nuvole del gruppo padovano Mideando String Quintet.
Il 16 aprile 2025 l'iniziativa di The Gift - annunciata dall'artista tre giorni prima sul suo canale Instagram - riprende con sei delle sue opere disseminate per la città di Padova durante la notte. Gli indizi per i ritrovamenti vengono lasciati tramite stories di Instagram in tempo reale. A ripresa di questa "caccia al tesoro", di tanto in tanto l'artista pubblica video di sè stesso mentre nasconde una sua opera appena disegnata "en plain air" nelle campagne del padovano.